# A Knight's Tale
A Knight's Tale (Destino de Caballero en España; Corazón de Caballero en Hispanoamérica) es una película estadounidense de 2001, escrita y dirigida por Brian Helgeland y protagonizada por Heath Ledger. Basada parcialmente en El cuento del Caballero (uno de Los cuentos de Canterbury, de Geoffrey Chaucer), la película se estrenó en 2001.

## Sinopsis
Al morir el caballero al que sirve, el escudero inglés William Thatcher (Heath Ledger) decide sustituirle secretamente en el torneo de justas. Haciéndose pasar por noble, William consigue convencer a sus dos pajes amigos, Wat (Alan Tudyk) y Roland (Mark Addy), para que le ayuden, en el camino conocen a un poeta llamado Geoffrey Chaucer (Paul Bettany). A partir de ese momento, rivalizará con el conde Adhemar de Anjou (Rufus Sewell) y se enamorará de una doncella llamada Jocelyn (Shannyn Sossamon). Pero, ¿cuánto tiempo durará el cuento?
Parte de las ideas de la trama romántica fueron tomadas de la obra poética Servicio a la dama (Frauendienst) de Ulrich von Liechtenstein, del siglo XIII.

## Ambientación histórica
La película está ambientada en el siglo XIV. El personaje Geoffrey Chaucer menciona haber escrito El libro de la duquesa, un libro que se publicó antes de 1368 luego de la muerte de Blanca de Lancaster, esposa de Juan de Gante. Sin embargo, sir Thomas falleció en 1376. Hay referencias a un papa francés, que podría ser Urbano V o Gregorio XI. Durante la película ya se libra la batalla de Poitiers, que tuvo lugar en 1356. Pero el personaje de sir Thomas desarrolló su campaña en el sur de Francia entre 1369 y 1371. Existió realmente un caballero famoso llamado Ulrich von Liechtenstein (1200-1278), político y escritor, con fama de «invicto» en las justas, de manera que era un nombre que merecía la pena asumir. Sin embargo, el personaje de la película manifiesta que viene de Güeldres (Gelderland), que no está en Austria sino más bien en los Países Bajos. Igualmente, la película se ambienta en la segunda mitad del siglo XIV, no en el siglo XIII.
Un personaje histórico importante en la ambientación es el príncipe de Gales y Aquitania Eduardo de Woodstock, hijo de Eduardo III de Inglaterra y padre de su sucesor Ricardo II de Inglaterra, brillante jefe militar vencedor en Crécy y Poitiers, y conocido por lograr la empatía en sus tropas.

## Rodaje
Se rodó íntegramente en Praga (República Checa), en los Estudios Barrabdow. Los extras eran personas sin hogar de la capital checa.

## Controversia
A pesar de las críticas mixtas, un crítico, David Manning, apoyó el filme al momento de su lanzamiento; llamó a Heath Ledger «la mejor nueva estrella del año». Sin embargo, a finales de 2001, Sony reveló que Manning era un escritor ficticio, concebido para promocionar falsamente esta (y otras) películas.
En agosto de 2005, Sony accedió a ofrecer un reembolso de cinco dólares a cualquier individuo que hubiera visto la película —al igual que Hollow Man, The Animal, The Patriot o Vertical Limit— en cines estadounidenses desde el 3 de agosto de 2000 hasta el 31 de octubre de 2001.

## Enlaces externos

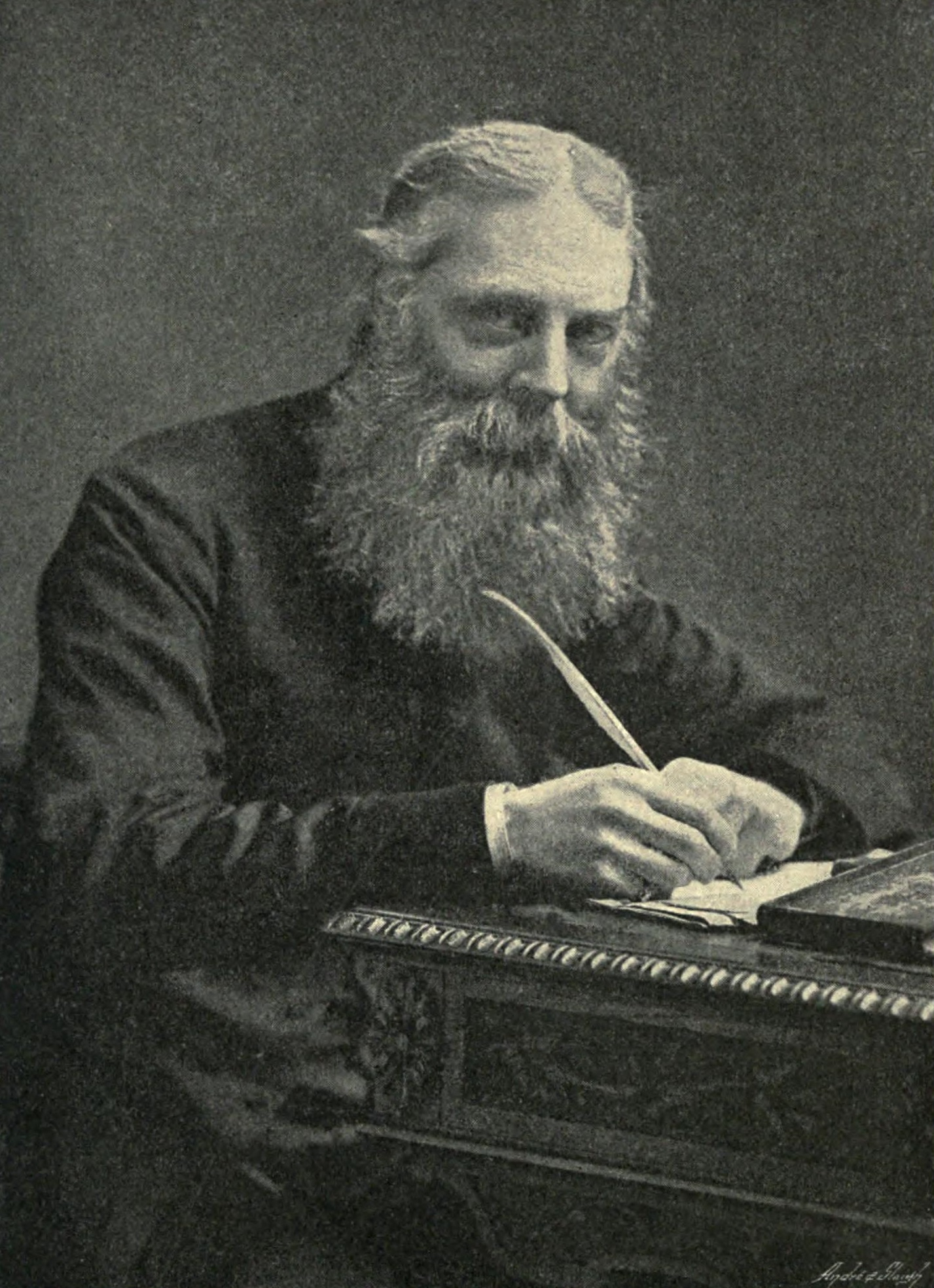
Retrato de W. W. Skeat (1895 o antes).

## Estrenos
| País                                                                          | Fecha de estreno                   |
| ----------------------------------------------------------------------------- | ---------------------------------- |
| Alemania                                                                      | Jueves 6 de septiembre de 2001     |
| Argentina                                                                     | Jueves 18 de octubre de 2001       |
| Australia                                                                     | Jueves 23 de agosto de 2001        |
| Austria                                                                       | Viernes 7 de septiembre de 2001    |
| Bélgica                                                                       | Miércoles 12 de septiembre de 2001 |
| Belice · Costa Rica · El Salvador · Guatemala · Honduras · Nicaragua · Panamá | Viernes 5 de octubre de 2001       |
| Bolivia                                                                       | Jueves 11 de octubre de 2001       |
| Brasil                                                                        | Viernes 21 de septiembre de 2001   |
| Bulgaria                                                                      | Viernes 21 de septiembre de 2001   |
| Chile                                                                         | Jueves 11 de octubre de 2001       |
| Colombia                                                                      | Viernes 28 de septiembre de 2001   |
| Corea del Sur                                                                 | Viernes 24 de agosto de 2001       |
| Croacia                                                                       | Jueves 25 de octubre de 2001       |
| Dinamarca                                                                     | Viernes 5 de octubre de 2001       |
| Ecuador                                                                       | Viernes 12 de octubre de 2001      |
| Egipto                                                                        | Miércoles 24 de octubre de 2001    |
| Emiratos Árabes Unidos                                                        | Miércoles 5 de septiembre de 2001  |
| Eslovenia                                                                     | Jueves 1 de noviembre de 2001      |
| España                                                                        | Viernes 7 de septiembre de 2001    |
| Estados Unidos · Canadá                                                       | Viernes 11 de mayo de 2001         |
| Estonia                                                                       | Viernes 14 de septiembre de 2001   |
| Filipinas                                                                     | Miércoles 12 de septiembre de 2001 |
| Finlandia                                                                     | Viernes 5 de octubre de 2001       |
| Francia                                                                       | Miércoles 14 de noviembre de 2001  |

| País                         | Fecha de estreno                   |
| ---------------------------- | ---------------------------------- |
| Grecia                       | Viernes 14 de septiembre de 2001   |
| Hong Kong                    | Jueves 11 de octubre de 2001       |
| Hungría                      | Jueves 6 de diciembre de 2001      |
| India                        | Viernes 26 de octubre de 2001      |
| Indonesia                    | Miércoles 5 de septiembre de 2001  |
| Islandia                     | Viernes 14 de septiembre de 2001   |
| Israel                       | Jueves 4 de octubre de 2001        |
| Italia                       | Viernes 9 de noviembre de 2001     |
| Jamaica                      | Miércoles 18 de julio de 2001      |
| Japón                        | Sábado 6 de octubre de 2001        |
| Letonia                      | Viernes 5 de octubre de 2001       |
| Líbano                       | Jueves 6 de septiembre de 2001     |
| Lituania                     | Viernes 14 de septiembre de 2001   |
| Malasia                      | Jueves 30 de agosto de 2001        |
| México                       | Viernes 14 de septiembre de 2001   |
| Noruega                      | Viernes 5 de octubre de 2001       |
| Nueva Zelanda                | Jueves 30 de agosto de 2001        |
| Países Bajos                 | Jueves 1 de noviembre de 2001      |
| Perú                         | Jueves 27 de septiembre de 2001    |
| Polonia                      | Viernes 7 de septiembre de 2001    |
| Portugal                     | Viernes 14 de septiembre de 2001   |
| Reino Unido Irlanda          | Viernes 31 de agosto de 2001       |
| República Checa · Eslovaquia | Jueves 30 de agosto de 2001        |
| República Dominicana         | Jueves 20 de septiembre de 2001    |
| Rumania                      | Viernes 14 de septiembre de 2001   |
| Rusia                        | Jueves 30 de agosto de 2001        |
| Singapur                     | Jueves 27 de septiembre de 2001    |
| Sudáfrica                    | Viernes 14 de septiembre de 2001   |
| Suecia                       | Viernes 24 de agosto de 2001       |
| Suiza                        | Miércoles 14 de noviembre de 2001  |
| Tailandia                    | Viernes 24 de agosto de 2001       |
| Taiwán                       | Sábado 8 de septiembre de 2001     |
| Turquía                      | Viernes 14 de septiembre de 2001   |
| Uruguay                      | Viernes 21 de septiembre de 2001   |
| Venezuela                    | Miércoles 19 de septiembre de 2001 |